# Auferstehungskirche (Niederndorf)

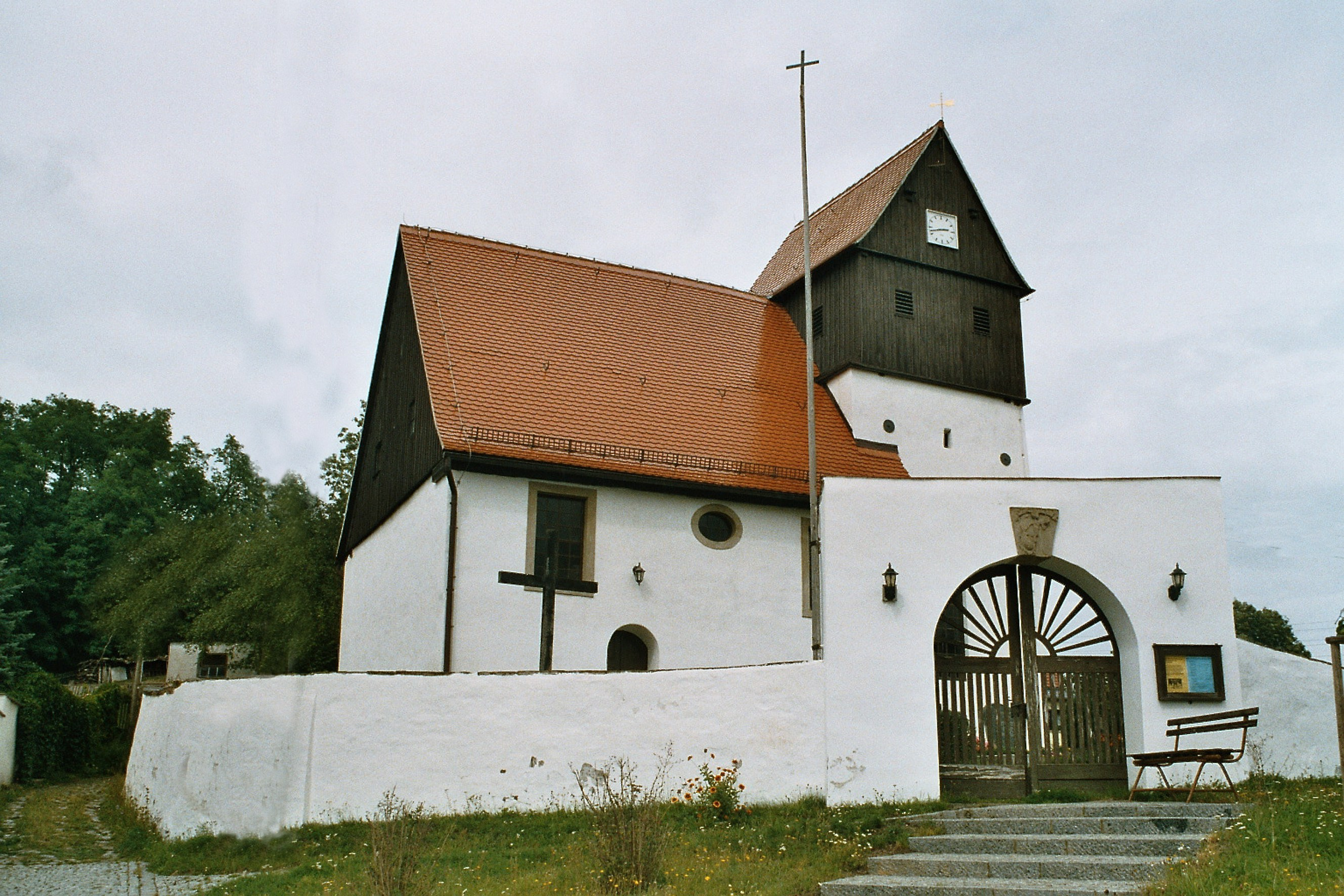
Auferstehungskirche

Die evangelisch-lutherische, denkmalgeschützte Auferstehungskirche steht in Niederndorf, einem Ortsteil von Kraftsdorf im Landkreis Greiz in Thüringen. Die Kirchengemeinde Niederndorf gehört zum Pfarrbereich Rüdersdorf-Kraftdorf im Kirchenkreis Gera der Evangelischen Kirche in Mitteldeutschland.

## Beschreibung
Die Saalkirche, in Teilen noch romanischen Ursprungs, wurde nach einem Brand 1689/90 wiederhergestellt. Sie hat einen eingezogenen, querrechteckigen Chorturm, der mit einem Satteldach bedeckt ist. Die Apsis im Osten wurde abgebrochen, der vermauerte Apsisbogen ist erhalten. 
1851 wurde die Kirche instand gesetzt. 1960 wurden ein neuer Altar sowie ein neues Taufbecken aus Sandstein angeschafft. 1962/1963 wurde die Kirche umfassend restauriert und die Ausmalung nach Befunden rekonstruiert. 
Die Kirchenausstattung des 17. Jahrhunderts ist bescheiden. Im Kirchenschiff, das mit einer Holzbalkendecke mit Schnitzereien an der Unterseite überspannt ist, sind nur Emporen im Norden und im Westen, die Empore im Osten wurde entfernt. Der Triumphbogen wurde erneuert. An seiner Südseite steht die Kanzel. Über dieser hängt die Figur des Auferstandenen im Strahlenkranz von 1670. Über dem Altar findet sich ein unterlebensgroßes, spätmittelalterliches Kruzifix. Die Orgel wurde von Gebrüdern Poppe 1858 gebaut.